# Villa Hidalgo, Jalisco
Villa Hidalgo är en kommunhuvudort i Mexiko.   Den ligger i kommunen Villa Hidalgo och delstaten Jalisco, i den centrala delen av landet, 400 km nordväst om huvudstaden Mexico City. Villa Hidalgo ligger 1 938 meter över havet och antalet invånare är 12 157.
Terrängen runt Villa Hidalgo är platt åt sydost, men åt nordväst är den kuperad. Runt Villa Hidalgo är det ganska glesbefolkat, med 36 invånare per kvadratkilometer. Villa Hidalgo är det största samhället i trakten. Trakten runt Villa Hidalgo består till största delen av jordbruksmark.